# Sida meridiana
Sida meridiana är en malvaväxtart som beskrevs av Paul Arnold Fryxell. Sida meridiana ingår i släktet sammetsmalvor, och familjen malvaväxter. Inga underarter finns listade i Catalogue of Life.